# Dieudonné Costes

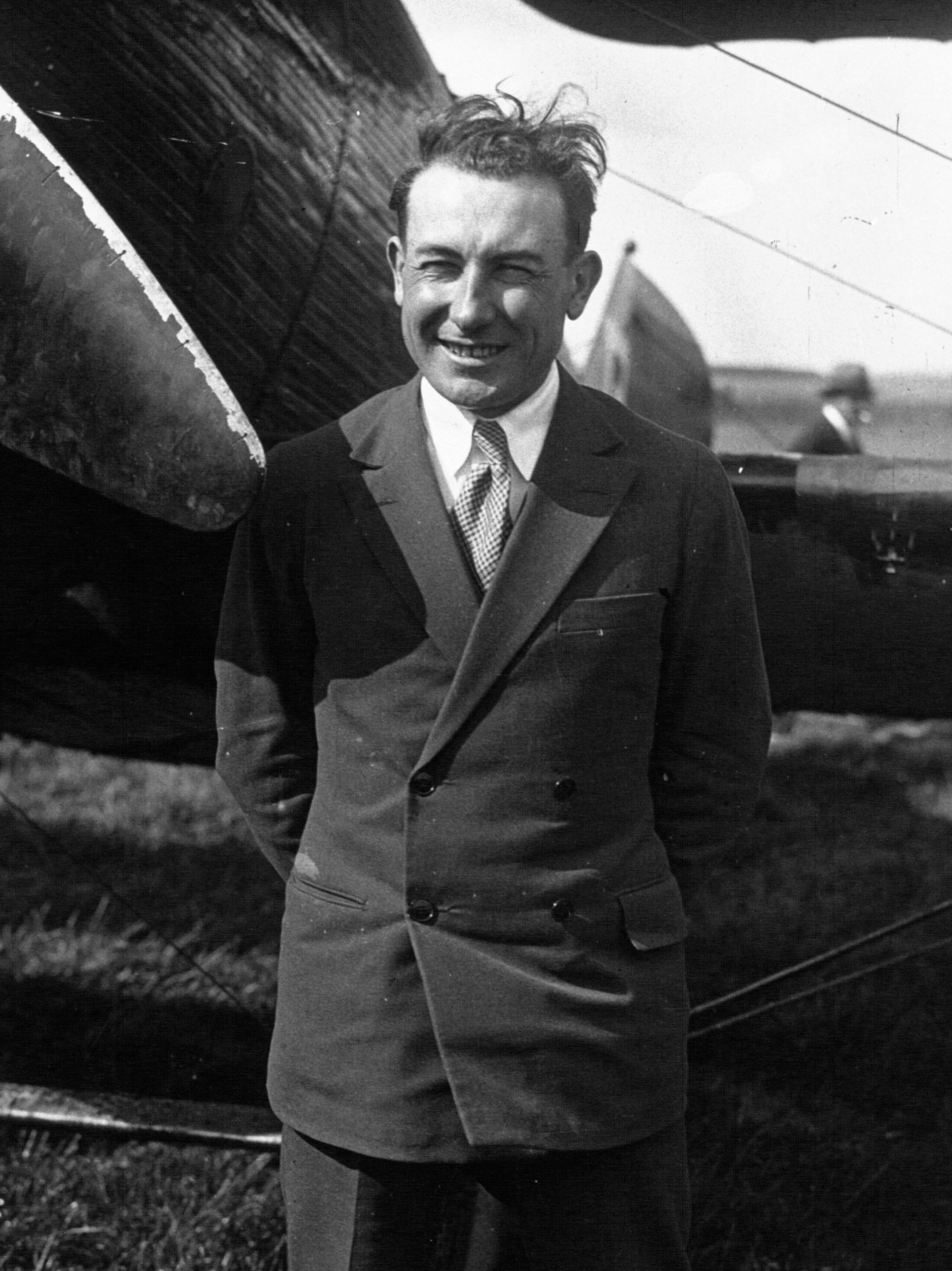
Dieudonné Costes

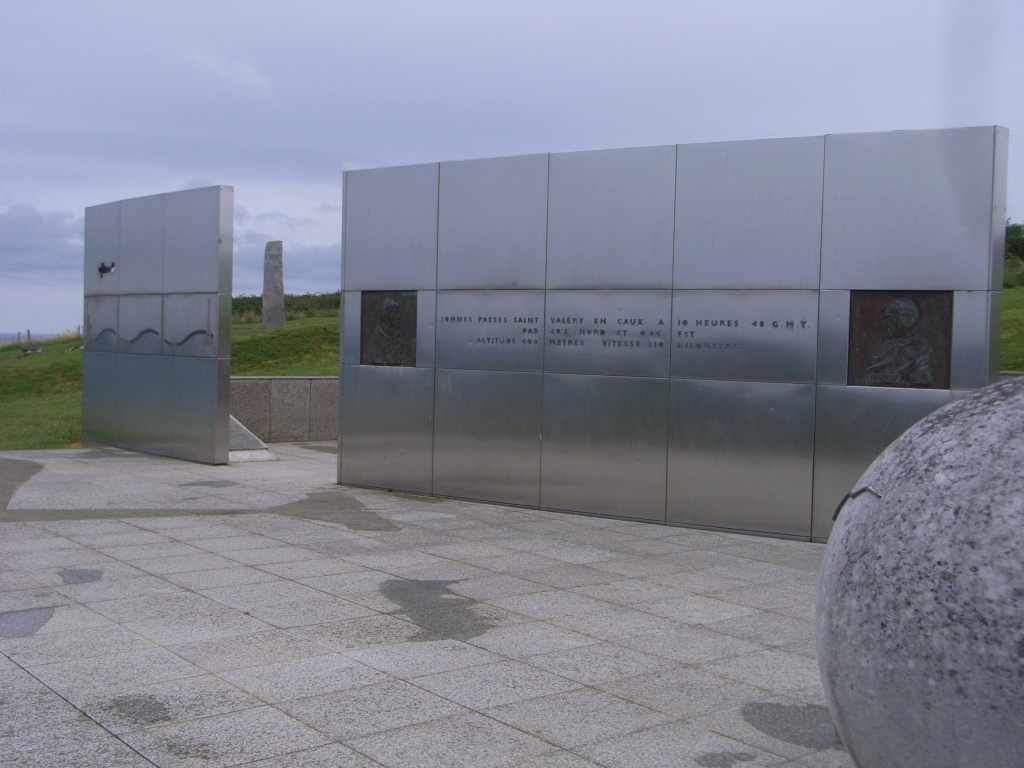
Monument für den Atlantiküberflug von 1930 an der normannischen Küste in Saint-Valery-en-Caux

Dieudonné Costes (* 4. November 1892 in Septfonds, Département Tarn-et-Garonne; † 18. Mai 1973 in Paris) war ein französischer Pilot.
Dieudonné Costes gelang mit seinem Kopiloten Joseph Le Brix mit einer Breguet 19 am 14. und 15. Oktober 1927 der erste Nonstop-Flug über den Südatlantik. Am 2. September 1930 bewältigte er zusammen mit Maurice Bellonte die Lindbergh-Route (Paris – New York) in entgegengesetzter Richtung in 37 Stunden und 18 Minuten.
Er liegt auf dem Pariser Friedhof Passy begraben.